# Preussens armé
Preussens armé (tyska: Königlich Preußische Armee) var Kungariket Preussens armé. Dess anor går tillbaka till brandenburgska styrkor under trettioåriga kriget. 
Med hjälp av sin väldisciplinerade armé kunde kung Fredrik (II) den store under sjuårskriget bryta huset Habsburgs politiska dominans i det Tysk-romerska riket och genom detta krig och Polens första delning gjordes stora territoriella vinningar och Preussen etablerades som en europeisk stormakt. 
Preussens armé deltog i Napoleonkrigen och var en del av den sjätte koalitionen i slaget vid Leipzig 1813 samt i den sjunde koalitionen som slutligen besegrade Napoleon I i slaget vid Waterloo 18 juni 1815.
Under 1800-talets andra hälft besegrade Preussens armé med stor framgång Danmark i Dansk-tyska kriget, Österrike-Ungern i Tyska enhetskriget och Frankrike i Fransk-tyska kriget. Den existerade parallellt med Kejserliga tyska armén i Kejsardömet Tyskland efter 1871. 
Preussens armé upplöstes officiellt efter första världskrigets slut och ersattes liksom de övriga tyska arméerna av den gemensamma Reichsheer.

## Enheter
- 1:a divisionen (Tyskland)
- 2:a gardesdivisionen (Tyskland)
- 4:e divisionen (Tyskland)

## Galleri

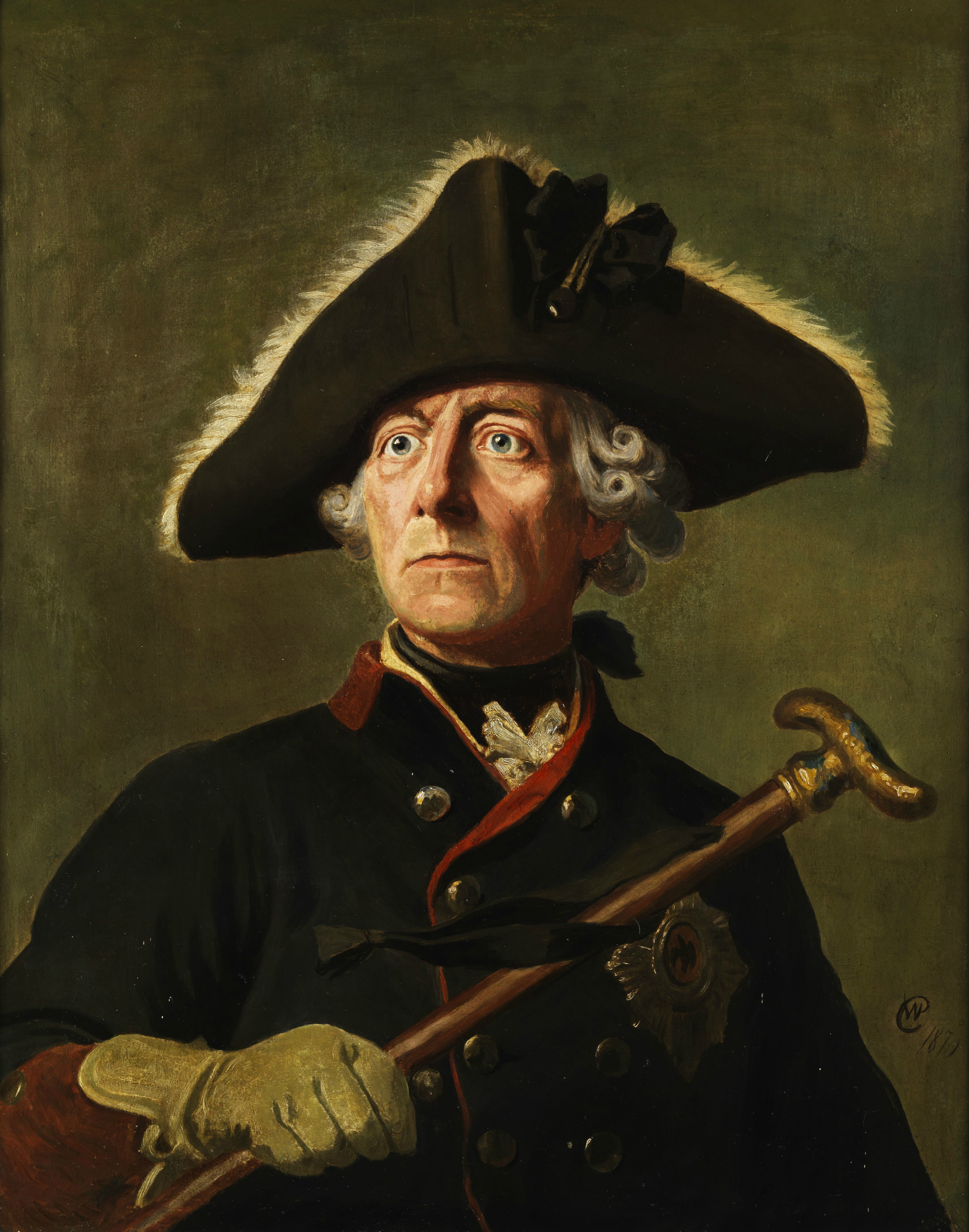
Porträtt av Fredrik den store av Wilhelm Camphausen.
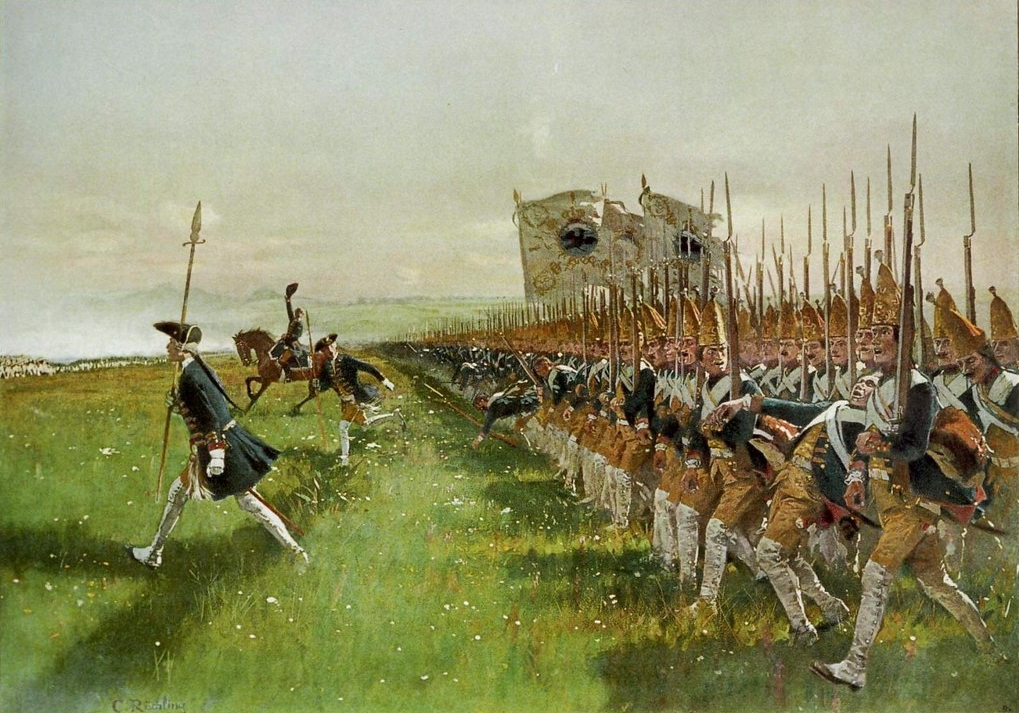
Målning föreställande slaget vid Hohenfriedberg av Carl Röchling.
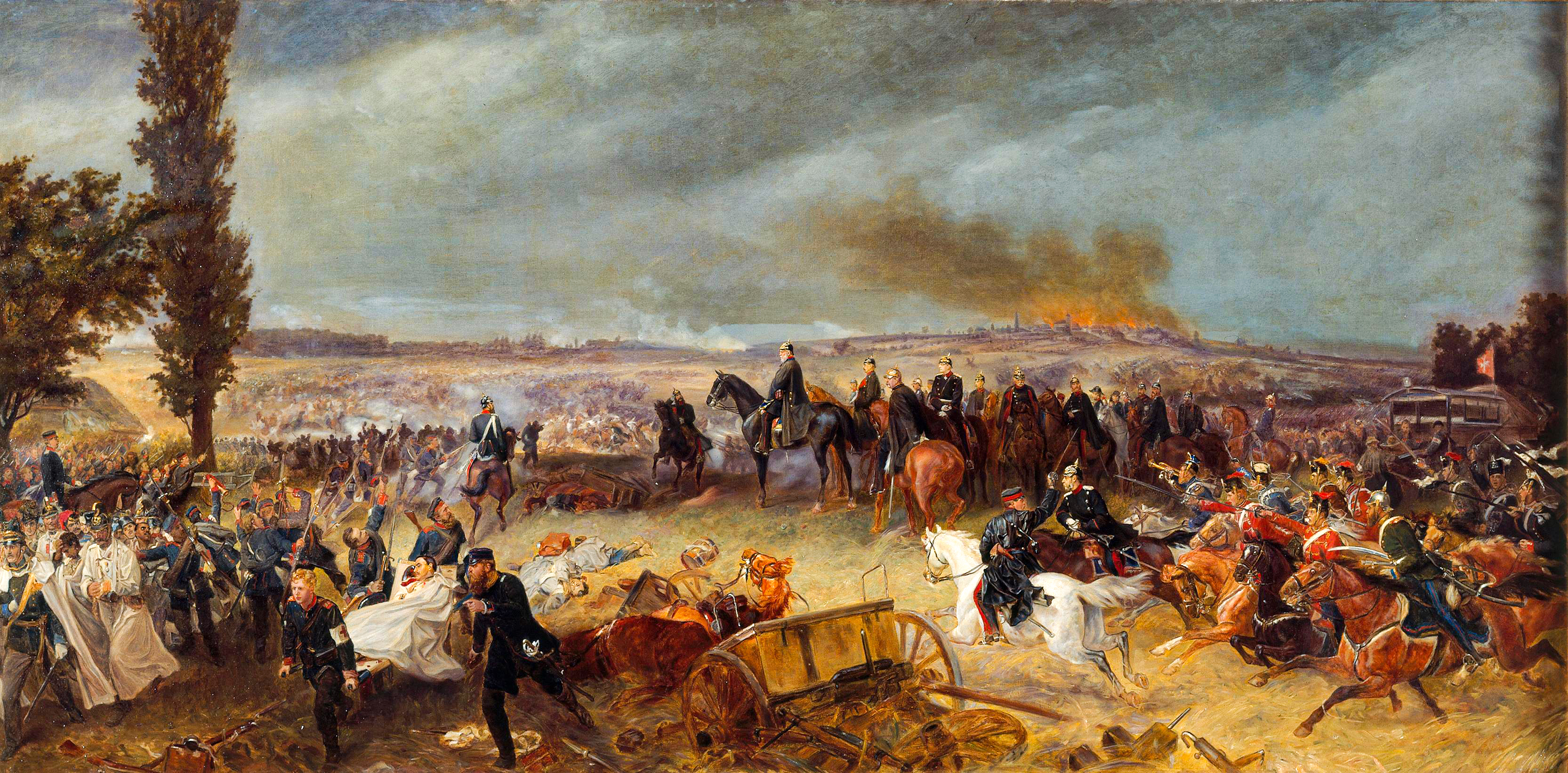
Slaget vid Königgrätz, målning av Georg Bleibtreu.
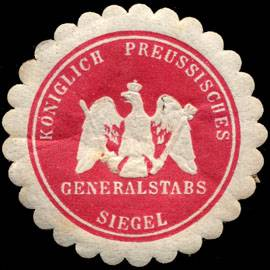
Sigill för generalstaben.